# Angel Haze
Angel Haze, pseudonimo di Raykeea Raeen Roes Wilson (Detroit, 10 luglio 1991), è una rapper statunitense.

## Biografia
Nata nel 1991 a Detroit (Michigan), ha origini africane e native americane. Da ragazza si è trasferita con la famiglia a Brooklyn.
Ha esordito nel 2012 pubblicando l'EP Reservation in download gratuito su internet. Nel suo mixtape del 2012 Classick inserisce una cover del brano di Eminem Cleanin' Out My Closet. Nel periodo immediatamente successivo firma un contratto con Republic Records. 
Pubblica l'EP New York nell'ottobre 2012. Nel 2013 riceve dalla BBC la nomination al sondaggio Sound of 2013.
Nel gennaio 2013 ha pubblicato una canzone di dissing nei confronti di Azealia Banks dal titolo On the Edge. Ha collaborato con Natalia Kills per il suo secondo album Trouble. Nell'agosto 2013 ha pubblicato il singolo Echelon (It's My Way), primo estratto dal suo album discografico di debutto Dirty Gold. L'album viene pubblicato il 30 dicembre seguente da Republic e Island Records. A Dirty Gold hanno partecipato Sia come interprete, Greg Kurstin, A Tribe Called Red, Markus Davis e altri come produttori.
Nel corso del 2013 ha collaborato con diversi artisti: con i Rudimental per il brano Hell Could Freeze (dall'album Home), con Skylar Grey per Shit, Man! (presente nell'album Don't Look Down), con Stromae (per il remix di Papaoutai presente nell'edizione deluxe dell'album Racine carrée) e con Woodkid per il singolo I Love You (album The Golden Age).

## Discografia

### Album studio
- 2013 – Dirty Gold
- 2015 – Back to the Woods

### EP
- 2012 – New York EP